# J. D. Philipps

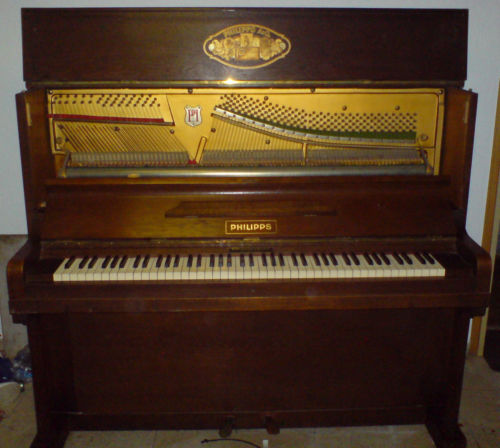
Ein Klavier des Herstellers J.D. Philipps AG mit geöffneten Deckeln. Baujahr zwischen 1911 und 1920

Johann Daniel Philipps (* 2. Mai 1846 in Bromskirchen; † 21. Oktober 1926 in Kleinschwalbach) gründete 1886 in Frankfurt die Frankfurter Orchestrion- & Piano-Instrumenten-Fabrik J. D. Philipps, die Klaviere und mechanische Musikinstrumente herstellte.

## Leben
Philipps begann mit 23 Jahren seine Karriere als Hersteller von Musikinstrumenten. Er fertigte als Auftragsarbeit ein einzelnes, stiftwalzengesteuertes Orchestrion für ein Hotel in Frankfurt am Main. Später ließ er sich in Vöhrenbach im Schwarzwald nieder, denn dort hatte auch Michael Welte seine Orchestrion-Produktion. Die Verbindung zwischen Welte und Philipps ist allerdings unklar.
1886 wurde dann die Frankfurter Orchestrion & Piano-Instrumenten-Fabrik J. D. Philipps etabliert, der Sitz der Firma war von da an Frankfurt. Zuerst wurden wie in vielen anderen Fabriken auch weiterhin Instrumente gefertigt, die mit den sogenannten Stiftwalzen gesteuert wurden.
Erst 1903 stellte Philipps dann ein neues pneumatisches Instrument vor, das durch die 1883 von Welte eingeführten Notenrollen gesteuert wurde. Dieses Modell hieß Pianella. Die Firma nannte sich dann auch Pianella Musikwerke.
Später kamen dann die Modelle Philipps-Jazzband Orchestrion und Philipps-Paganini dazu. Philipps war einer der ersten, die einen automatischen Wechsel der Notenrollen herstellten.
Mit dem 1905 patentierten und von dem Philipps-Angestellten Leopold King entwickelten Revolver-Magazin konnten bis zu 12 Notenrollen eingelegt werden und je nach Wahl wiedergegeben werden. Die Firma lautete inzwischen Frankfurter Musik-Werke Fabrik J. D. Philipps und Söhne.
Auch die Firma Rudolph Wurlitzer Company aus den USA interessierte sich für Orchestrion-Modelle aus Deutschland. Philipps und Wurlitzer kamen in Verhandlungen zu einer Kooperation und von da an vertrieb Wurlitzer die beträchtliche Stückzahl von über 1.000 Philipps-Instrumenten unter dem Markennamen Wurlitzer in Amerika. Philipps belieferte Wurlitzer aber auch mit Orchestrionteilen für die eigene Produktion.
Die verschiedenen Modelle hießen: Pianella-Corona, Brillant, Spezial, Mandolino, Caecilia, Mandola, Victoria, Celesta und viele mehr. Die Gehäuse dieser Instrumente waren geschnitzt, bemalt, illuminiert und verspiegelt. Besonders diese liebevoll gestalteten Orchestrion-Gehäuse der Philipps-Instrumente wurden von den Kunden sehr geschätzt.

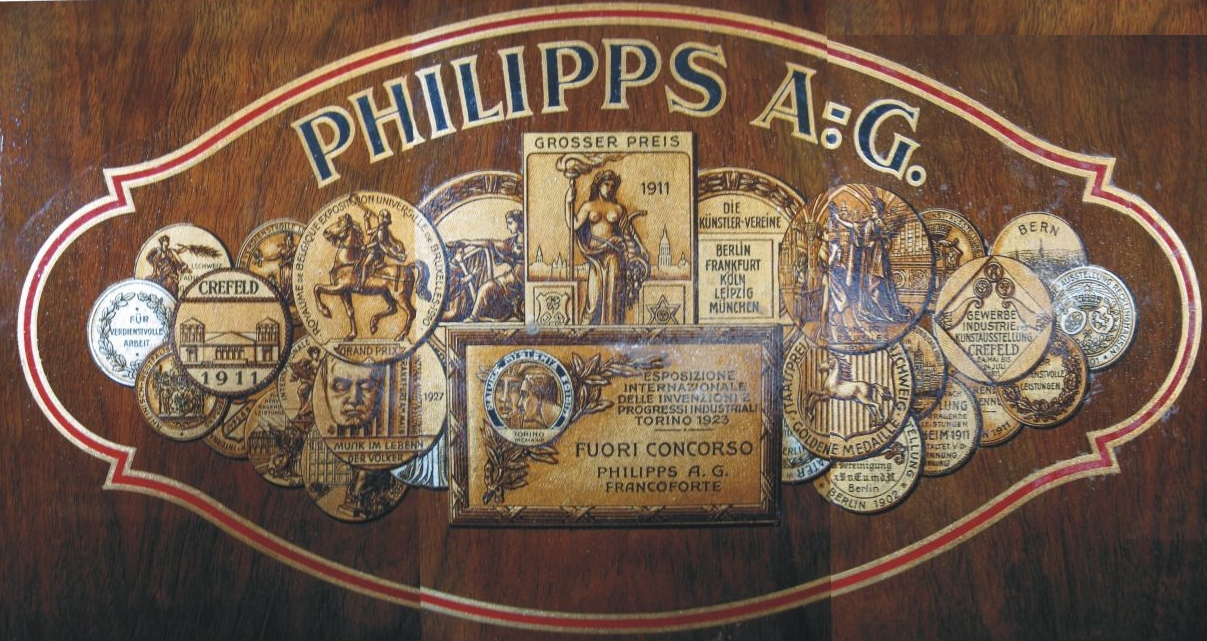
Firmenetikett in einem Klavier

Philipps war mit den Orchestrien und elektrischen Klavieren offensichtlich ziemlich erfolgreich und machte ein gutes Geschäft.
1908 brachte Philipps auch ein Reproduktionsklavier namens Duca auf den Markt. Das Instrument konnte sich aber gegen die Konkurrenz von Hupfeld und Welte nicht durchsetzen und blieb ein Nischenprodukt. Philipps-Duca-Instrumente waren sehr solide und technisch hervorragend, deutlich komplizierter als die Welte-Instrumente, sie verwenden aber das gleiche Reproduktionssystem (vermutlich in Lizenz von Welte). Das Repertoire an Aufnahmen war relativ beschränkt, die erstklassigen Pianisten waren meist bereits bei Welte und auch einige bei Hupfeld vertreten. Die Philipps-Aufnahmen sind daher mit wenigen Ausnahmen von zweit- bis drittklassigen Pianisten gespielt, die Unterhaltungsmusik nahm einen großen Raum ein. So wurden die Instrumente häufig, untypisch für Reproduktionsklaviere, auch als Unterhaltungsinstrumente in Gaststätten eingesetzt und mit Münzeinwurfbox für die Wand versehen.
Ein 1911/1912 unter dem Namen Pianella-Musikwerke erschienener Firmenkatalog zeigt das gesamte Firmenangebot. Dies bestand aus klassischen Orchestrien mit Gewichtsaufzug und Stiftwalze, Pianetta genannt, pneumatischen Orchestrien mit Notenrollen-Betrieb, Pianella genannt, Mandolinen-Pianos, Kunstspielklaviere Pianella-A, zum Teil mit Xylophon. Ferner zeigt er das Philipps Duplex-Piano für den Kinematographen, ein Klavier das mit einem Harmonium kombiniert ist, sowie das Philipps Reproduktionsklavier Pianella-Concert-Piano für Künstler-Rollen. Außerdem wird ein Wassermotor für den Betrieb der Instrumente ohne Elektrizität angeboten. Aufgrund des Angebotes kann man schließen, dass Philipps weniger für Privathaushalte, sondern für die Gastronomie und die Unterhaltungsbranche produzierte. Philipps expandierte nun wie viele andere in der Branche sehr schnell. Das Amerika-Geschäft lief sehr gut, auch wenn der wechselnde Kundengeschmack immer schnellere Modellwechsel erforderte.
Lange Zeit wurde das Repertoire der Philipps Duca-Notenrollen im Vergleich zu anderen Herstellern, wie Welte und Hupfeld, unterschätzt. Inzwischen ist es aber mehr in den Mittelpunkt der Forschung gerückt. Eine der wohl größten Sammlungen an originalen Philipps-DUCARTIST-Reproduktionsnotenrollen mit fast 1000 Titeln existiert in der Goethe-Universität in Frankfurt, zusammen mit einem voll restaurierten Philipps-DUCARIST-Feurich-Piano.

## Niedergang
1923 kaufte Philipps während der Inflation das Berliner Familienunternehmen Frati & Co. des italienischstämmigen Drehorgelbauers Bacigalupo, das ebenfalls selbstspielende Musikinstrumente herstellte. Am 1. Januar 1925 erfolgte die Verschmelzung mit der Wilhelm Arnold AG, Hanauer Straße in Aschaffenburg. Den Schwerpunkt ihrer Produktion verlagerten sie auf die Fertigung von Kino-Orgeln und verschiedenen elektrischen Klavieren. Ab 1930 wurden auch eine Reihe von Kirchen-Orgeln für den unterfränkischen Raum gebaut, wie z. B. 1934 für die St.-Nikolaus-Kirche in Wörth.
1927 hatte die seit längerem Philipps Akt.-Ges. in Frankfurt a. M.-West lautende Firma schon fünf große Fabriken aufgekauft, da wider alle Vernunft aus der weltweit im Niedergang befindlichen Industrie der mechanischen Unterhaltungsmusik weiterhin Unternehmen übernommen wurden. Kurzfristig wurden auch Kinoorgeln hergestellt. Bereits 1929 wurde eine Fabrik nach der anderen wieder geschlossen, bis nur noch das von Arnold übernommene Werk in Aschaffenburg übrig war. 1932 boten die Piano- und Orgelwerke Philipps AG Aschaffenburg noch Pianos und Flügel der Marken Philipps, Arnold, Bülow und Baldur an. Besonders Bülow war ein erfolgreiches Markenzeichen (Vertriebsname) der Wilhelm ARNOLD Klavierfabrik in Aschaffenburg (1886–1933). Das Markenzeichen war am 3. Mai 1911 eingetragen worden.
Kurze Zeit später verschwand die Firma J. D. Philipps ganz vom Markt.